# Tabernaemontana chocoensis
Tabernaemontana chocoensis är en oleanderväxtart som först beskrevs av A. Gentry, och fick sitt nu gällande namn av A.J.M. Leeuwenberg. Tabernaemontana chocoensis ingår i släktet Tabernaemontana och familjen oleanderväxter. Inga underarter finns listade i Catalogue of Life.